# Архангельский областной театр кукол
Архангельский областной театр кукол — кукольный театр в Архангельске. Расположен на Троицком проспекте 5. В репертуаре театра более 30 разных по жанрам и формам спектаклей для детей и взрослых.   

## История
Театр основан в 1933 году группой молодых ленинградских актёров и учащихся студии при Архангельском ТЮЗе. Первый поставленный спектакль — «Рис» по пьесе Р. Ландиса. В годы Великой Отечественной войны носил название «Театр эстрады и кукол». До 1963 года Архангельский областной театр кукол располагался на третьем этаже Драматического театра имени Ломоносова (главный режиссёр Иван Васильевич Семёнов, директор Вера Александровна Виноградова), здесь трудились замечательные актёры Алексей Кулаков, Анна Родионова, Кирилл Варакин, Владимир Степанов, Нина Будилова, Елизавета Фуркова, Алла Кобычева, Евгения Бызова, Геннадий Нефёдов и др. Затем театр получил первое стационарное помещение с залом по улице Попова, 2 (на первом этаже). Этот театр кукол ежегодно гастролировал по Архангельской области и поэтому назван и зрителями, и руководством «областным».
В 1970-е годы труппа театра пополнилась выпускниками ЛГИТМиКа (курс М. М. Королёва). В репертуаре появились спектакли для взрослых. С 1980-х годов театр регулярно участвует в российских театральных фестивалях.
Театр является организатором Международного фестиваля камерных спектаклей театров кукол «Улитка». В 1997 году труппа театра выступала на Авиньонском международном театральном фестивале. Театр гастролировал в Германии, Швеции, Финляндии, Норвегии, Греции. С 1999 при театре существует молодёжная студия «Dur» («Мажор»); с 2000 — литературно-театральная гостиная, где актёры театра представляют свои самостоятельные работы.

## Награды
- Архангельский областной театр кукол дважды отмечен премией «Золотая Маска» («Вертеп», режиссёр — Д. Лохов; номинация «Лучший спектакль»[1], 1996; «Хамлет, датский принц», режиссёр — Д. Лохов; «Лучшая работа актера» — С. Михайлова, 2003[2]). Является обладателем призов Международного фестиваля «Невский Пьеро», участником и дипломантом многих международных фестивалей театров кукол.
- Национальная премия «Имперская культура» имени Эдуарда Володина (2020)[3].